# Life's on the Line
Life's on the Line é um single do rapper estadunidense 50 Cent, a qual faz ataques ao seu maior rival, Ja Rule. A canção teve aparição em três álbuns de estúdio: Power of the Dollar (música 5), Guess Who's Back? (música 7) e Get Rich or Die Tryin' (música 19, faixa bônus). Foi lançada em 1999 em parceria das gravadoras Shady, Aftermath e Interscope.

## Paradas musicais
| Parada (2000)                 | Posição topo |
| ----------------------------- | ------------ |
| U.S. Billboard Hot 100        | —            |
| U.S. Billboard Hot Rap Tracks | 37           |